# Kozarnika-barlang (Vidin megye)
A Kozarnika-barlang (bolgárul: Козарника) alternatív nevén Zsivány-lyuk (bolgárul: Живанина дупка) Bulgáriában, Vidin megyében, Dimovo kistérségben található, két kilométerre Gara Oresec községtől. Ez a terület a Balkán-hegység nyugati részének számít. A barlang hossza 210 méter. 
A barlang fontos ősrégészeti lelőhely, 1984 óta folynak itt ásatások, amelybe 1996-ban a bolgárok mellett a franciák is bekapcsolódtak. A munka során 21 réteget sikerült feltárni. Felfedezték például egy paleolit kultúra leleteit, az ősemberek időszámításunk előtt 34-37 ezer éve élhettek itt, talán egy vadásztelep lehetett a barlangban. Érdekes, hogy az itteni leletek eltérnek a Bulgáriában talált azonos korú régészeti maradványoktól, inkább a Nyugat-európai hasonló korú ásatási anyagokkal mutatnak rokonságot. Találtak neandervölgyi emberektől származó leleteket is. Sokkal korábbi leletek is előkerültek, 1,4 millió éves fogat ástak ki, talán egy Homo erectus maradványát. Ez az előemberek Európába irányuló bevándorlásának első bizonyítéka lehet. A korai paleolit korból származó furcsa, megvagdosott csontokat is találtak a barlangban, ez vita tárgyát képezi a régészek körében, hogy művészeti, szimbólumokhoz köthető tevékenység nyomainak számítanak-e, vagy sem. A Kozarnika-barlangot gyakorlatilag folyamatosan használták az emberek, találtak itt ókori és középkori leleteket is. 
A kései pleisztocén würm időszakából származó madárcsontokat is találtak, 43 fajt sikerült eddig beazonosítani.

## Fordítás
- Ez a szócikk részben vagy egészben  a   Kozarnika című angol Wikipédia-szócikk fordításán alapul.  Az eredeti cikk szerkesztőit annak laptörténete sorolja fel. Ez a jelzés csupán a megfogalmazás eredetét és a szerzői jogokat jelzi, nem szolgál a cikkben szereplő információk forrásmegjelöléseként.
- Ez a szócikk részben vagy egészben  a(z)   Козарника (община Димово) című bolgár Wikipédia-szócikk fordításán alapul.  Az eredeti cikk szerkesztőit annak laptörténete sorolja fel. Ez a jelzés csupán a megfogalmazás eredetét és a szerzői jogokat jelzi, nem szolgál a cikkben szereplő információk forrásmegjelöléseként.